# Glutelina
Les glutelines són una classe de proteïnes del tipus de prolamina que es troben a l'endosperma de certes llavors de la família de les gramínies. Constitueixen un component important del conjunt de proteïnes anomenat col·lectivament gluten. La glutenina és la glutelina més freqüent, ja que es troba al blat i és responsable d'algunes de les refinades propietats farineres relacionades amb la retenció de gasos i cocció. També s'han identificat les glutelines de l'ordi i el sègol. Constitueixen el 35-45% de la massa de proteïnes de la farina més comú. Contenen molt àcid glutàmic, àcid aspàrtic, arginina i prolina.
Les glutelines són la forma principal d'emmagatzematge d'energia a l'endosperma dels grans d'arròs.
Aquesta classe es va diferenciar originalment de les prolamines per Thomas Burr Osborne segons la seva baixa solubilitat. L'anàlisi moderna ara considera les glutelines com una subclasse de prolamines de baixa solubilitat.
Les glutelines són solubles en àcids o bases diluïts, detergents, agents caotròpics o agents reductors. Són riques en aminoàcids hidrofòbics, amb un contingut de fenilalanina, valina, tirosina, prolina i leucina que correspon aproximadament al 45% de la seqüència d'aminoàcids amb el codi d'accés P04706.1, tot i que aquest perfil específic d'aminoàcids no és característic de totes les glutelines. Normalment hi ha glutelines d'alt pes molecular (HMW) i de baix pes molecular (LMW) en la majoria de les espècies de cereals. Aquestes proteïnes s'enllacen amb elles mateixes i amb altres proteïnes durant la cocció mitjançant enllaços disulfurs. Les glutelines LMW són similars a la Gliadina.
S'ha implicat una glutelina HMW (glutenina) de la tribu Tritícia com a agent sensibilitzador de la malaltia celíaca en individus que posseeixen el gen receptor de l'antigen HLA-DQ8 classe II. Aquesta tribu conté les espècies blat i civada.
Les glutelines tenen l'arrel del seu nom pel cereal que les origina:
|           | Blat      | Sègol    | Civada  | Ordi     | Dacsa | Mill     | Arròs     |
| --------- | --------- | -------- | ------- | -------- | ----- | -------- | --------- |
| Glutelina | Glutenina | Secalina | Avenina | Hordeïna | Zeïna | Kafirina | Oryzenina |